# Hlaváč černoústý
Hlaváč černoústý (Neogobius melanostomus) někdy též označovaný hlaváč černotlamý je malá dravá paprskoploutvá ryba z čeledi hlaváčovitých (Gobiidae). V Evropě, včetně České republiky, a v Severní Americe jde o významný invazní druh s potenciálním negativním dopadem na původní společenstva ryb a vodních bezobratlých.

## Popis
Hlaváč černoústý je nevelká ryba obvykle nepřesahující délku 20 cm. Samci dorůstají větší velikosti než samice. Tělo hlaváče černoústého je nízké, má válcovitý tvar a je pokryto ktenoidními šupinami. Břišní ploutve jsou srostlé v přísavný terč, který hlaváčovi pomáhá v překonávání proudných úseků toků. Srostlé břišní ploutve jsou i vhodným rozlišovacím znakem od vranky obecné, se kterou může někdy být zaměňován. Plynový měchýř je silně redukovaný a tak se pohybuje pouze přískoky blízko dna.
Jedná se o rybu prosperující ve slané, brakické i sladké vodě. Hlaváč je tolerantní vůči nízkým koncentracím kyslíku i vůči znečištění vodního prostředí.

## Rozšíření
Původní areál výskytu hlaváče černoústého je pobřeží Kaspického, Černého a Azovského moře včetně delt řek. Jeho nepůvodní areál zahrnuje vodní toky Evropy, Baltské moře, Severní moře či Velká jezera ve Spojených státech amerických. Významnou roli v jeho šíření sehrála lodní doprava, kdy se šířil společně tzv. balastovou vodou v nákladních prostorech lodí. Na území České republiky se dostal proti proudu řek ať již přirozenou migrací nebo za přispění lodní dopravy. Poprvé byl hlaváč černoústý na našem území zaznamenán v roce 2008 v řece Moravě. Od roku 2015 se hlaváč vyskytuje i v Labi poblíž Hřenska.

## Chování
Hlaváč černoústý je poměrně kompetitivní druh schopný vytlačovat méně agresivní druhy. Ideální prostředí k životu nachází v tzv. kamenném záhozu na březích řek, který slouží ke zpevnění břehů před vlivy eroze. Toto prostředí mu poskytuje četné potravní zdroje, třecí substrát i úkryt. Naopak se vyhýbá bahnitému substrátu. Samci hlaváče černoústého jsou obvykle pohyblivější než samice.

## Rozmnožování
Hlaváč černoústý má vyvinutou rodičovskou péči, kdy snůšku jiker hlídá a opečovává samec. Jikry jsou nalepeny ze spodní strany pevného (zejména kamenitého) úkrytu. Péče samce o jikry spočívá v jejich ovívání ploutvemi a konzumací odumřelých nebo neoplozených jiker. V průběhu hlídání snůšky samec nepřijímá potravu. V této době je samec enormně agresivní a snaží se zahnat kohokoliv, kdo se k úkrytu přiblíží. K zastrašování protivníků stejného druhu využívá i zvukových signálů, které zní jako hluboké mručení. Dominantní samci v období rozmnožování, kteří hlídají snůšku nebo vhodný úkryt bývají černě zbarvení.

## Invazní potenciál
Hlaváč černoústý se stal významným invazním druhem v Severní Americe a v Evropě. Na lokalitách mimo jeho původní areál rozšíření tvoří početné populace, které svojí početností přesahují původní druhy ryb. Překvapivě, v původním areálu rozšíření není tak početný. Ve vodních tocích dochází k rozšiřování jeho výskytu zejména po-proudým splavováním (tzv. drift) raných vývojových stádií. K rozšiřování jeho areálu proti proudu dochází pomaleji, protože dospělci musí překonávat odpor tekoucí vody. Z tohoto důvodu se vyskytují odlišná vývojová stádia na hranici invazní linie dole po proudu, kde se vyskytují zejména juvenilní jedinci, zatímco na hranici invazní linie proti proudu se vyskytují zejména adultní jedinci.
V Severní Americe hlaváč škodí původním společenstvům ryb pojídáním jejich jiker a juvenilních stádií. V České republice se konzumace jiker našich původních druhů nepodařilo prokázat, protože všechny zkonzumované jikry nalezené v trávicích traktech hlaváčů byly jiných hlaváčů. Jeho negativní dopad na původní druhy evropských ryb byl zaznamenán například v Nizozemsku, kde způsobil v jezerech kolaps populace ježdíka obecného. Dopad invaze hlaváče černoústého je závislý na konkrétních ekologických podmínkách invadovaného prostředí. To lze ilustrovat i na našem území, kde nebyl identifikován žádný negativní dopad v povodí Moravy nicméně v povodí Labe v severních Čechách byl zaznamenán pokles juvenilních stádií jelce tlouště.